# Wellington (Zuid-Afrika)
Wellington is een stad in de provincie West-Kaap, Zuid-Afrika. Wellington (voorheen Wagenmakersvallei) ligt in het Kaapse Wynland, en is vernoemd naar Arthur Wellesley (1769-1852), de eerste hertog van Wellington. De stad valt bestuurlijk onder bij de gemeente Drakenstein, waarvan Paarl, dat 10 kilometer zuidelijker ligt, de hoofdstad is. Door de groei van de townships Flakkaland en Mbekweni zijn Wellington en Paarl aan elkaar vastgegroeid. Er wonen zo'n 55.000 mensen in Wellington.

## Subplaatsen
Het nationaal instituut voor de statistiek, Stats SA, deelt sinds de census 2011 deze hoofdplaats in in 12 zogenaamde subplaatsen (sub place), waarvan de grootste zijn:
Hillcrest • Van Wyks Vlei • Wellington North • Wellington SP1 • Wellington Central.

## Geboren
- James Barry Munnik Hertzog (1866-1942), premier van de Unie van Zuid-Afrika

## Zie ook

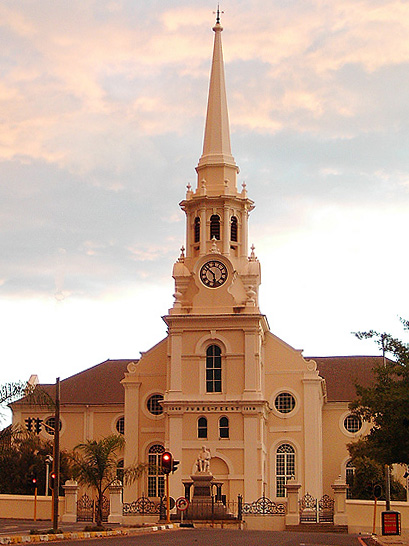
Wellingtons moederkerk